# Chusquea scabra
Chusquea scabra är en gräsart som beskrevs av Thomas Robert Soderstrom och C.E.Calderon. Chusquea scabra ingår i släktet Chusquea och familjen gräs.
Artens utbredningsområde är Costa Rica. Inga underarter finns listade i Catalogue of Life.